# Mercedes-Benz 300 SL
El Mercedes-Benz 300 SL (código de chasis W198) es un automóvil deportivo biplaza producido por el fabricante alemán Mercedes-Benz entre los años 1954 y 1963. Se fabricó inicialmente con carrocería coupé y luego también como descapotable. Algunos consideran al 300 SL uno de los primeros superdeportivos fabricados en la historia.
Se le dio el apodo de Widowmaker ("creador de viudas"), porque muchos conductores murieron al estrellarse con su 300 SL.
El 300 SL es conocido por sus distintivas puertas de ala de gaviota y por ser el primer automóvil en montar un motor de gasolina con inyección directa de combustible. La versión "Gullwing" (alas de gaviota) se fabricó desde 1954 hasta 1957.

## Nomenclatura
El número «300» del nombre se refiere a la cilindrada del motor, que en este caso es de tres litros; y las letras «SL», tal y como se aplica a un roadster, significan «Sport Leicht» («Deportivo Ligero»).

## Origen

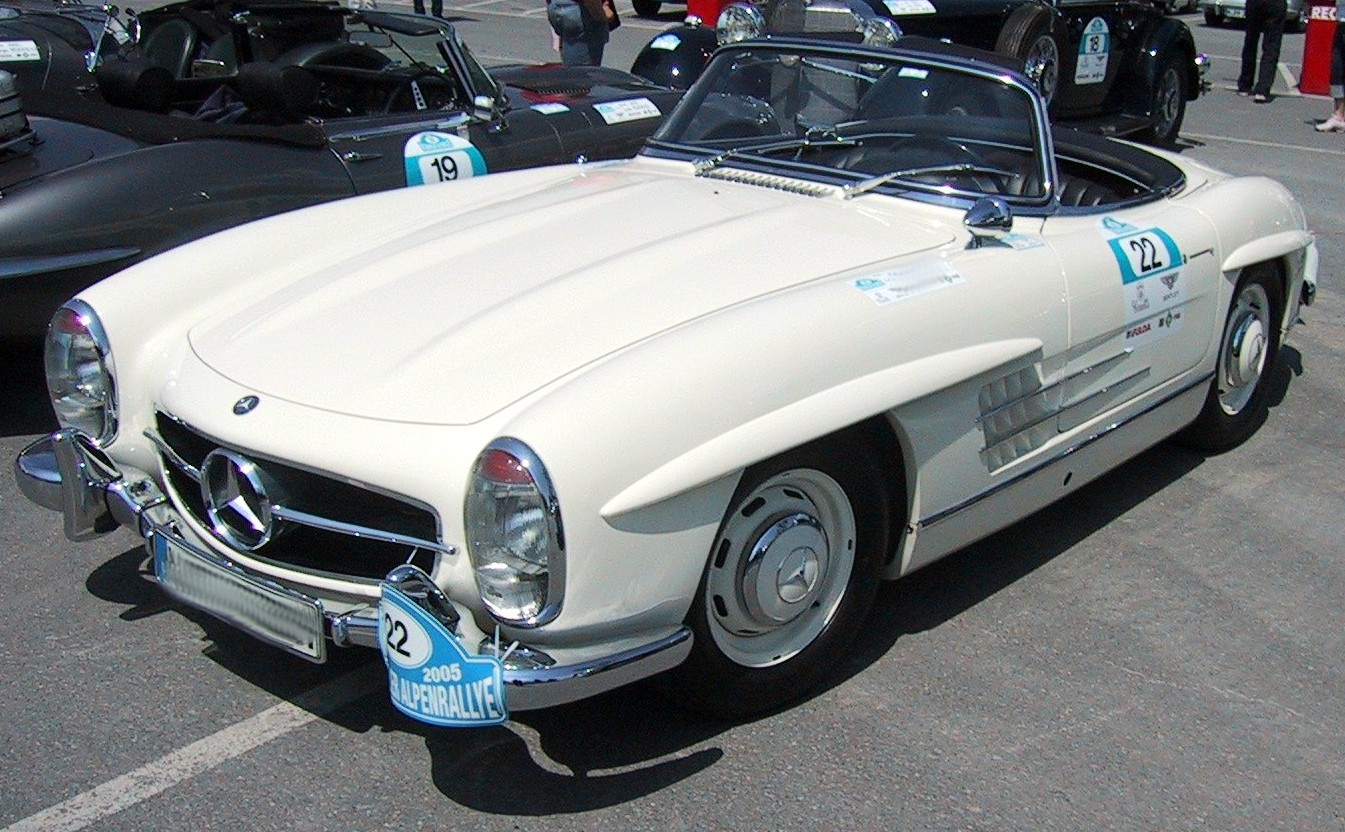
Mercedes-Benz 300 SL Roadster de 1958.

Este modelo fue sugerido por Max Hoffman. Debido a que estaba destinado a los clientes cuyas preferencias se informaron a Hoffman por comerciantes que presentaban el auge, se introdujo en el mercado estadounidense en el Salón del Automóvil de Nueva York de 1954, a diferencia de los modelos anteriores, que generalmente se presentaban en los salones de Fráncfort o de Ginebra.
Pero los norteamericanos, siempre fanáticos de las versiones descapotables con las que poder surcar sus infinitas carreteras a cielo abierto, especialmente en los estados del sur como California o Florida, pedían a gritos una versión descapotable de este. Max Hoffman, importador de Mercedes (y muchas otras marcas) para Estados Unidos en la época, presionó a la casa alemana para que fabricase un 300 SL Roadster y así nació hace 60 años el Mercedes 300 SL Roadster.
Tomando en cuenta el éxito que estaba teniendo el 'alas de gaviota' en un mercado tan importante para Mercedes como el norteamericano y ante las peticiones reiteradas de su importador local Max Hoffman, los de Stuttgart comenzaron pronto a desarrollar una versión descapotable con base en el 300 SL.
La versión de calle de 1954 estaba basada en el Mercedes-Benz 300 SL (W194) de 1950 usado en competición.

## Producción

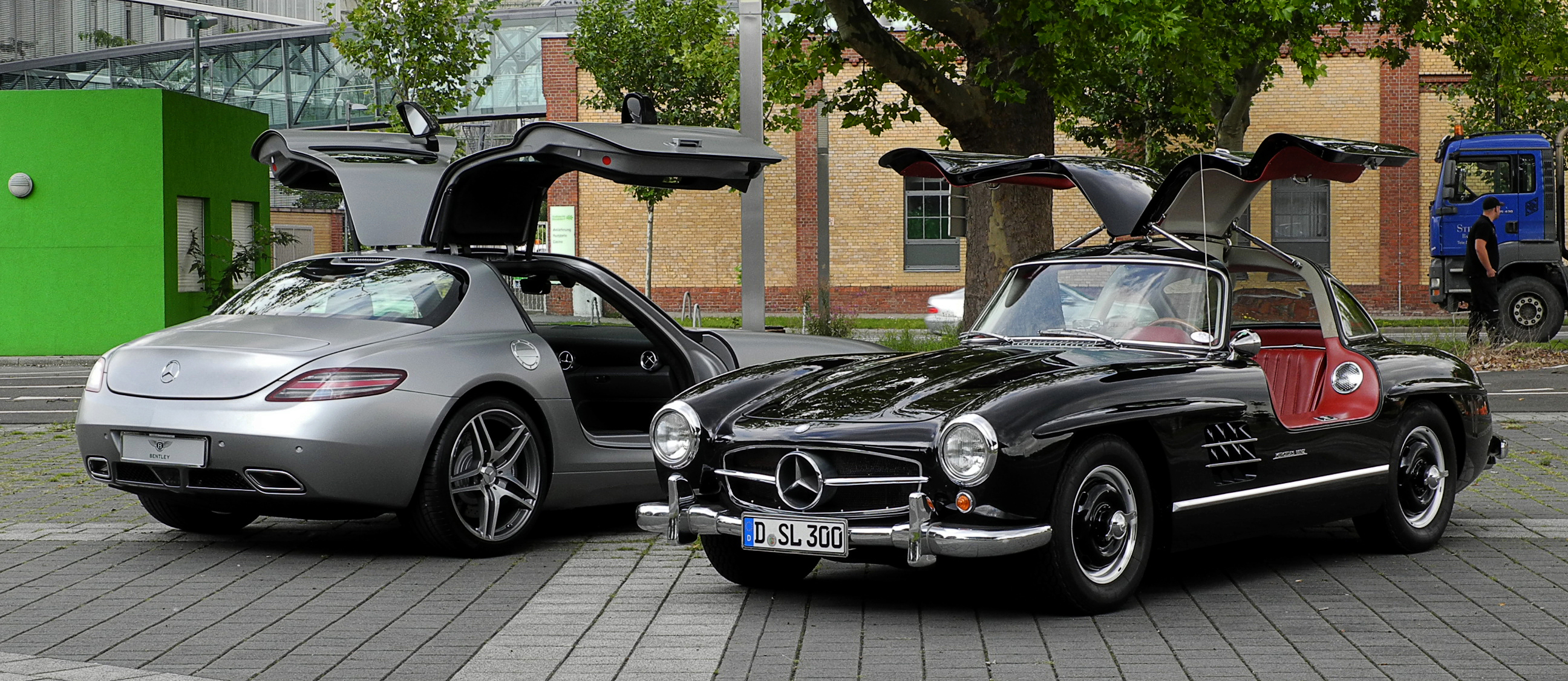
El 300 SL Gullwing Coupé junto con un Mercedes-Benz SLS AMG.

Se fabricaron 3.258 unidades del Mercedes-Benz 300 SL desde el inicio de la producción en 1954 hasta 1963.
Desde el año 1954, la versión Gullwing, comúnmente conocida como 'alas de gaviota', fue uno de los modelos deportivos de más éxito en el mundo, especialmente en Estados Unidos. Tanto es así que 800 de las 1.400 unidades producidas fueron a parar allí.
Fue en el mismo año 1954, cuando se puso a la venta el Gullwing, cuando el consejo de dirección de Mercedes-Benz dio luz verde a la creación de dos prototipos de pruebas y un tercer coche para presentar en sociedad en caso de que finalmente se produjese.
En el año 1956, solo dos años después de que el Coupé se pusiese a la venta con su innovadora inyección de combustible (fue el primer modelo en producción que lo incorporaba), ya tenían listas esas versiones de preproducción del 300 SL Roadster. Lo más llamativo, además de su estilizada silueta y la adopción de la capota de lona, era la pérdida de uno de los elementos más característicos del 300 SL, las puertas de apertura vertical.
Para probar cuál sería la aceptación de una versión Roadster en el mercado norteamericano, permitieron al fotógrafo David Douglas Duncan de la revista estadounidense Colliers Magazine fotografiar ese pre-serie y publicarlo en el número de octubre de 1956.
La acogida que tuvo fue tan buena que en Mercedes vieron necesario producir una versión de calle de este descapotable y hacerlo rápido, en solo un año debería estar expuesto en el Salón de Ginebra de 1957.

## El 300 SL hoy
A día de hoy, el 300 SL, con sus puertas únicas y primicias tecnológicas, es considerado uno de los modelos de Mercedes-Benz más coleccionables de todos los tiempos, con precios que alcanzan aproximadamente el USD$ 1.000.000 la unidad. Además, la revista Sports Car International clasificó el 300 SL como el automóvil deportivo número 5 de todos los tiempos.
El Mercedes-Benz SLR McLaren y el Mercedes-Benz SLS AMG se inspiraron en estos automóviles de los años 1950.

## Datos técnicos
| Ficha técnica               | Mercedes-Benz 300 SL Gullwing                                                                   |
| Distribución                | SOHC con 2 válvulas por cilindro                                                                |
| Alimentación                | Inyección directa de gasolina Bosch                                                             |
| Relación de compresión      | 8.55:1                                                                                          |
| Potencia máxima             | 243 CV (240 HP; 179 kW) (SAE) a 6.100 rpm 215 CV (212 HP; 158 kW) (DIN) a 5.800 rpm             |
| Par máximo                  | 30 kg·m (294 N·m; 217 lb·pie) (SAE) a 4.800 rpm 28 kg·m (275 N·m; 203 lb·pie) (DIN) a 4.600 rpm |
| Régimen máximo (línea roja) | 6.000 rpm                                                                                       |
| Lubricación                 | Cárter seco                                                                                     |
| Refrigeración               | Líquida                                                                                         |